# Уилям Форсайт Шарп
Уилям Форсайт Шарп (на английски: William Forsyth Sharpe) е американски икономист, професор по финанси и емеритус в Станфордското висше училище за бизнес. Получава Нобелова награда за икономика през 1990 „за работа по теория на финансовата икономика“.
Той е един от авторите на модела за ценообразуване на дългосрочни активи (CAPM), създава Коефициент на Шарп, допринася за разработването на биномен метод за оценяване на опции и др.

## Биография
Уилям Форсайт Шарп е роден на 16 юни 1934 г. в Бостън, Масачузетс. Завършва Калифорнийски университет, Лос Анжелис, където получава и докторска степен. Преподавал е в Университета във Вашингтон, Калифорнийски и Станфордски университет.